# Sover
Sover  (deutsch veraltet: Sowen)  ist eine italienische Gemeinde (comune) mit 782 Einwohnern (Stand 31. Dezember 2023) in der Provinz Trient in der Region Trentino-Südtirol. Sie gehört zur Talgemeinschaft Comunità della Valle di Cembra. 

## Geographie
Die Gemeinde liegt etwa 22,5 Kilometer nordöstlich von Trient im mittleren Cembratal auf der orographisch linken Seite des Avisio auf 831 m s.l.m.

## Verwaltungsgliederung
Zu Sover gehören auch die Fraktionen Facendi, Montalto, Montesover, Piazzoli, Piscine, Settefontane, Slosseri und Sveseri.

## Persönlichkeiten
- Walter Nones (1971–2010), Extrembergsteiger

## Bilder

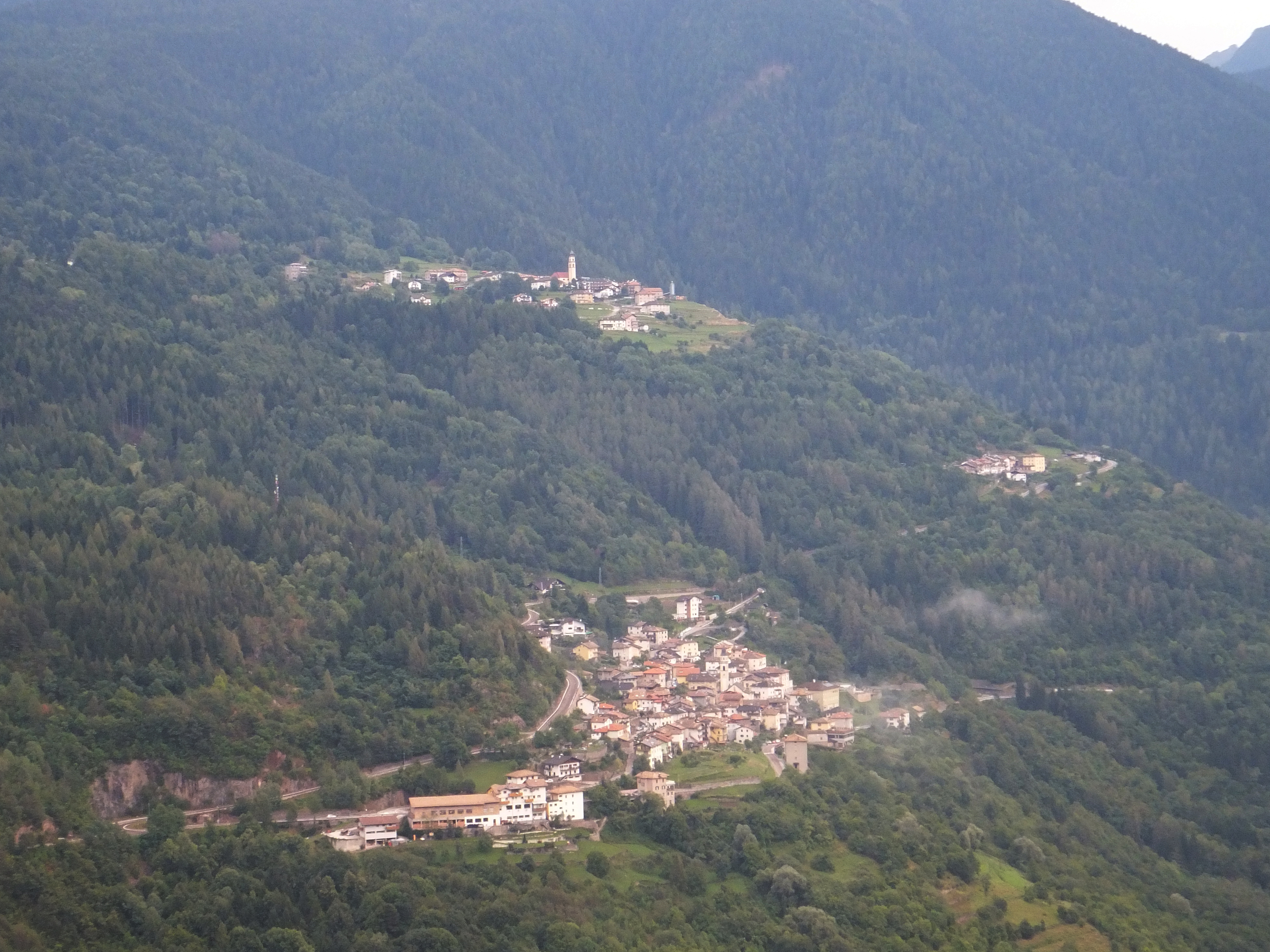
Sover und die Ortsteile Montesover (links) und Facendi (rechts) im Hintergrund
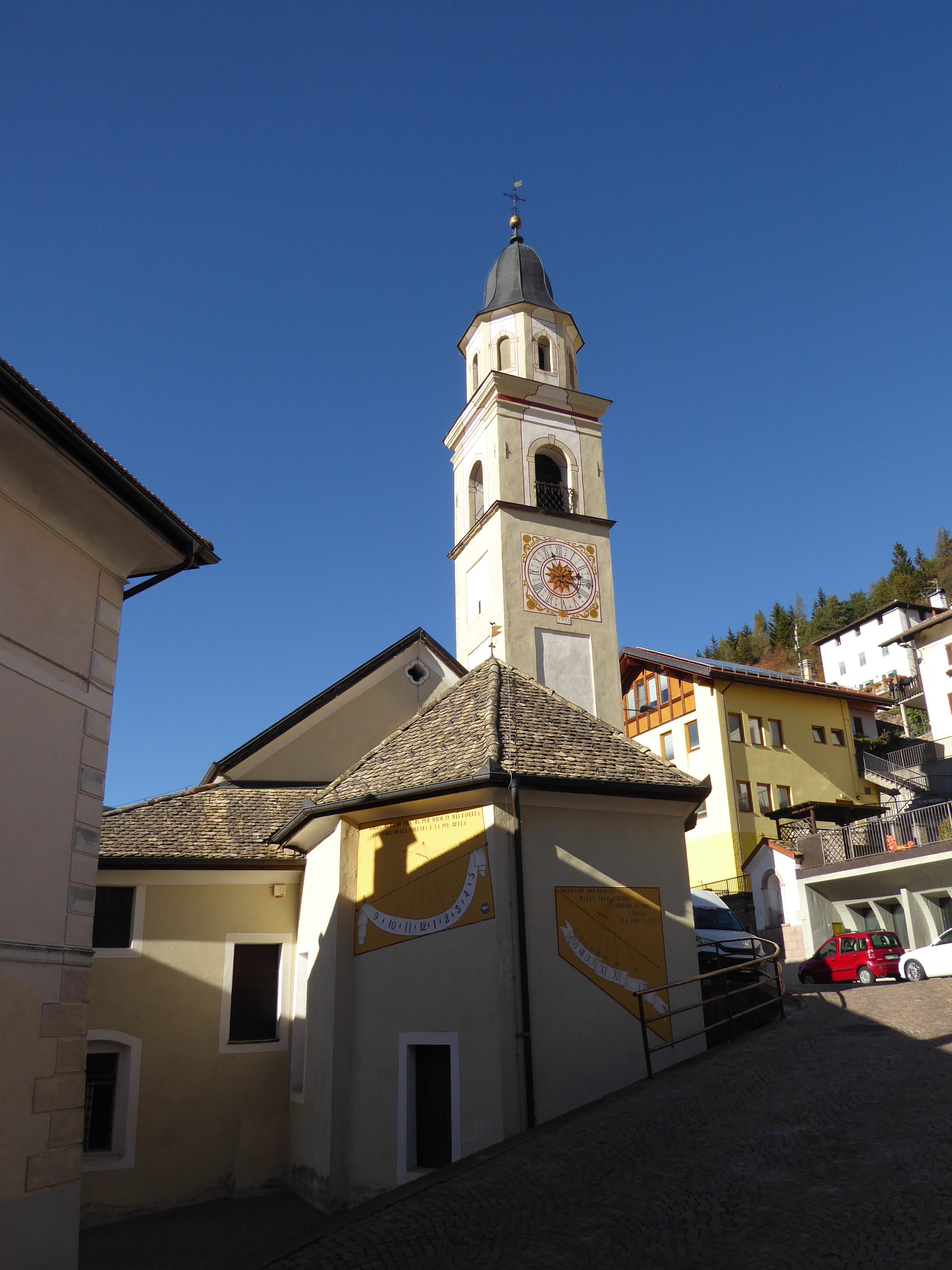
Pfarrkirche San Lorenzo
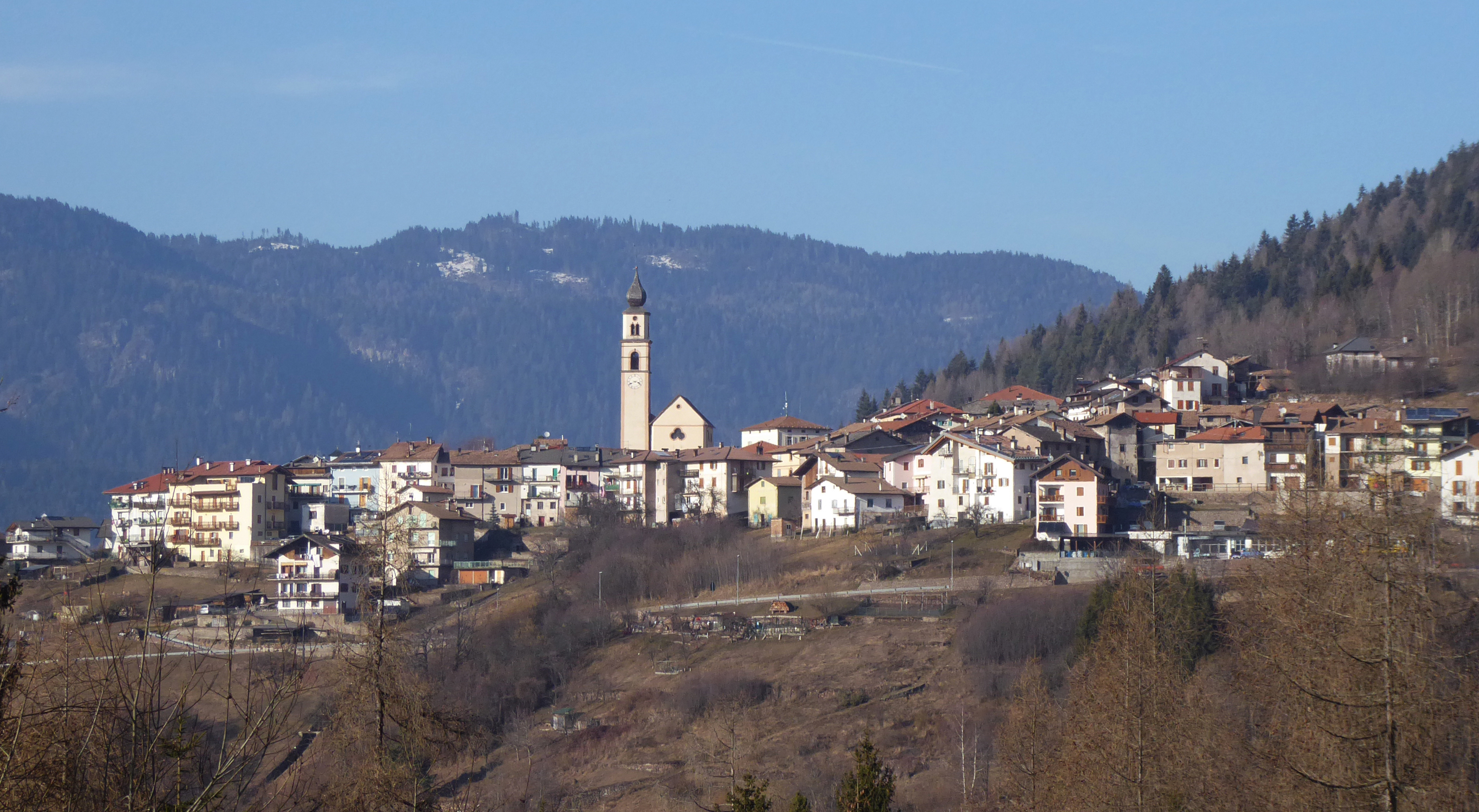
Montesover
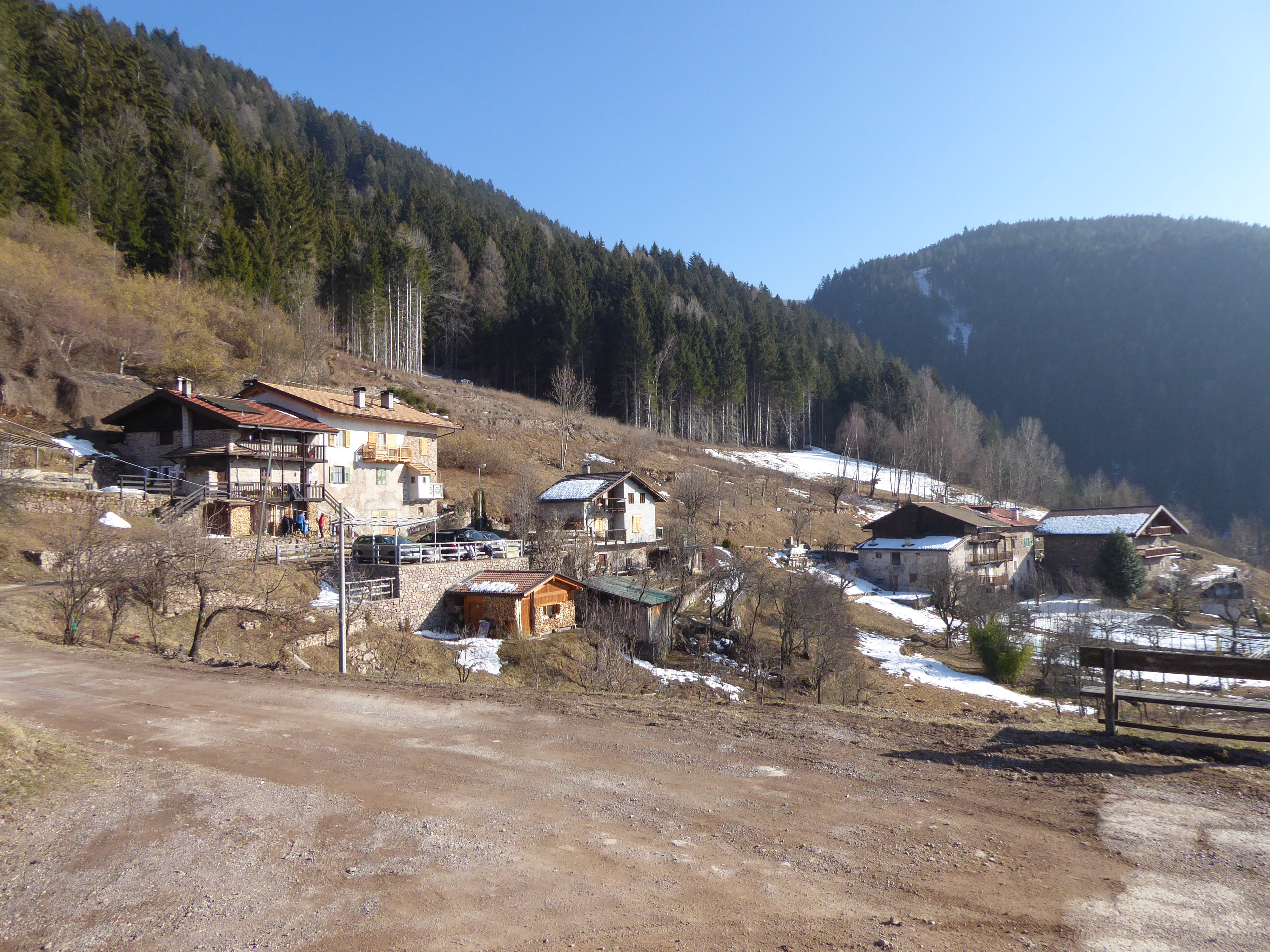
Montalto